# Immetalia doleschalli
Immetalia doleschalli är en fjärilsart som beskrevs av Felder 1868-74. Immetalia doleschalli ingår i släktet Immetalia och familjen nattflyn. Inga underarter finns listade i Catalogue of Life.